# Margherita la pazza

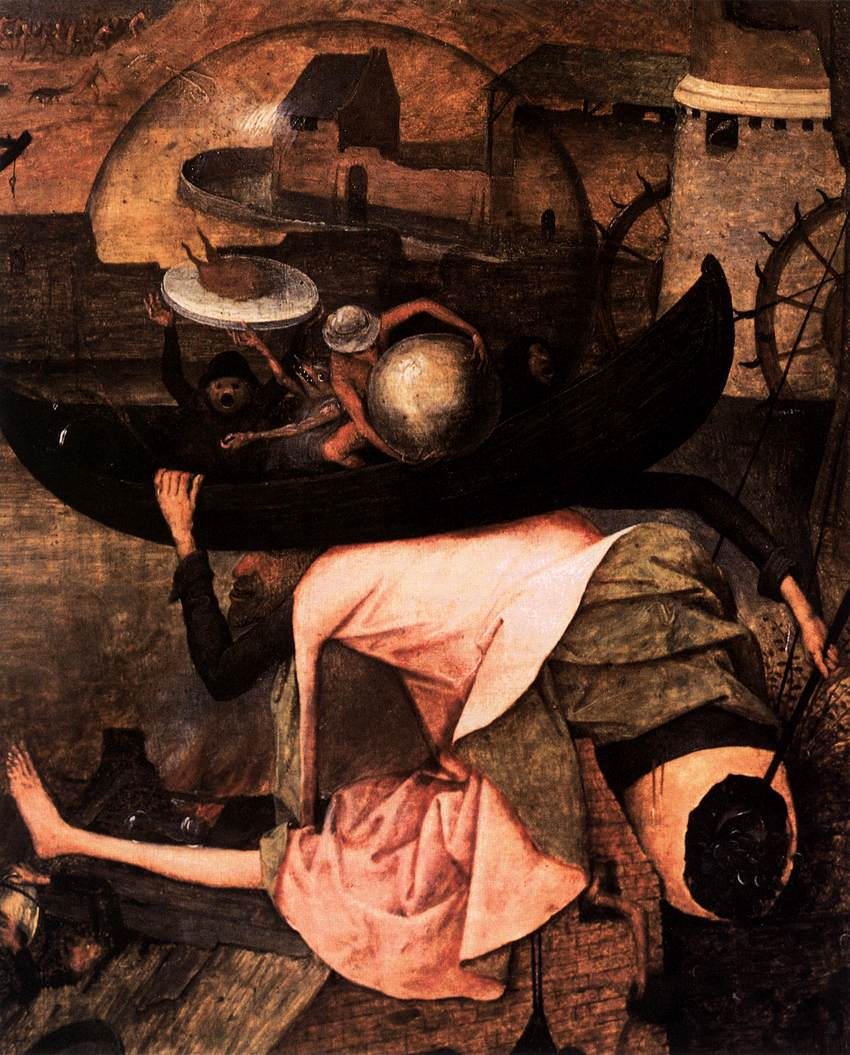
Dettaglio

Margherita la pazza (Dulle Griet) è un dipinto a olio su tavola (115x161 cm) di Pieter Bruegel il Vecchio, datato 1563 e conservato nel Museo Mayer van den Bergh di Anversa. Fino al restauro del 2018, in cui è emersa la data autografa, il dipinto si riteneva del 1561 .

## Storia
L'opera è citata dal van Mander (1604), come appartenente alla collezione imperiale di Rodolfo II a Praga; negli inventari seicenteschi risulta però a palazzo Hradschin, nella stessa città. Fu rubata dagli svedesi nel sacco del 1648 e riapparve a Stoccolma solo nel 1800. Andata all'asta a Colonia nel 1894, fu segnalata da Max Friedländer a van den Bergh per la sua collezione.
Con la Caduta degli angeli ribelli e il Trionfo della Morte, simili per dimensioni e per richiami evidenti al mondo di Bosch, fu probabilmente dipinta per un medesimo committente e destinata a formare una serie.
Sullo stesso soggetto esiste anche un dipinto di David Teniers il Giovane, del 1640.

## Descrizione e stile
Dulle Griet è una strega del folklore fiammingo, personificazione dell'avarizia, forse alterazione popolaresca della figura di santa Margherita d'Antiochia vincitrice del demonio. Bruegel la rappresenta al centro del dipinto, mentre con naturalezza, armata e in corsa, si dirige verso la bocca dell'Inferno con un bottino. Attorno a lei vi sono scene di distruzione in una città, conseguenza di un attacco portato presumibilmente dalla strega stessa; figure mostruose popolano tutto il dipinto ed il colore dominante è il rosso delle fiamme.
L'opera è una delle più complesse di significati nell'opera di Bruegel. Pare che ogni personaggio, ogni mostruosa creatura e ogni oggetto rimandino a simboli magici e alchemici, di difficile identificazione. Una figura chiave è il gigante che, poco sopra il centro del dipinto, regge sulla schiena una barca con la sfera e con un mestolo di ferro rovescia monete dal suo deretano a forma di uovo dal guscio rotto. Si tratta forse dell'antipodo di Dulle Griet, che getta indifferente denaro alla folla che essa raccoglie con avidità, il che suona come un richiamo all'inutilità dell'accumulare le ricchezze.
Evidenti sono i debiti verso Hieronymus Bosch, tanto che è assai probabile che lo stesso committente abbia chiesto un dipinto nello stile del defunto maestro di 's-Hertogenbosch. Bruegel si dimostrò comunque pienamente all'altezza del modello di riferimento, creando figure fantasiose ma solide, con un calibratissimo concerto di colori, soprattutto rossi, ed effetti di grande finezza come nell'incendio che divampa sulla destra della tavola.

## Altre immagini

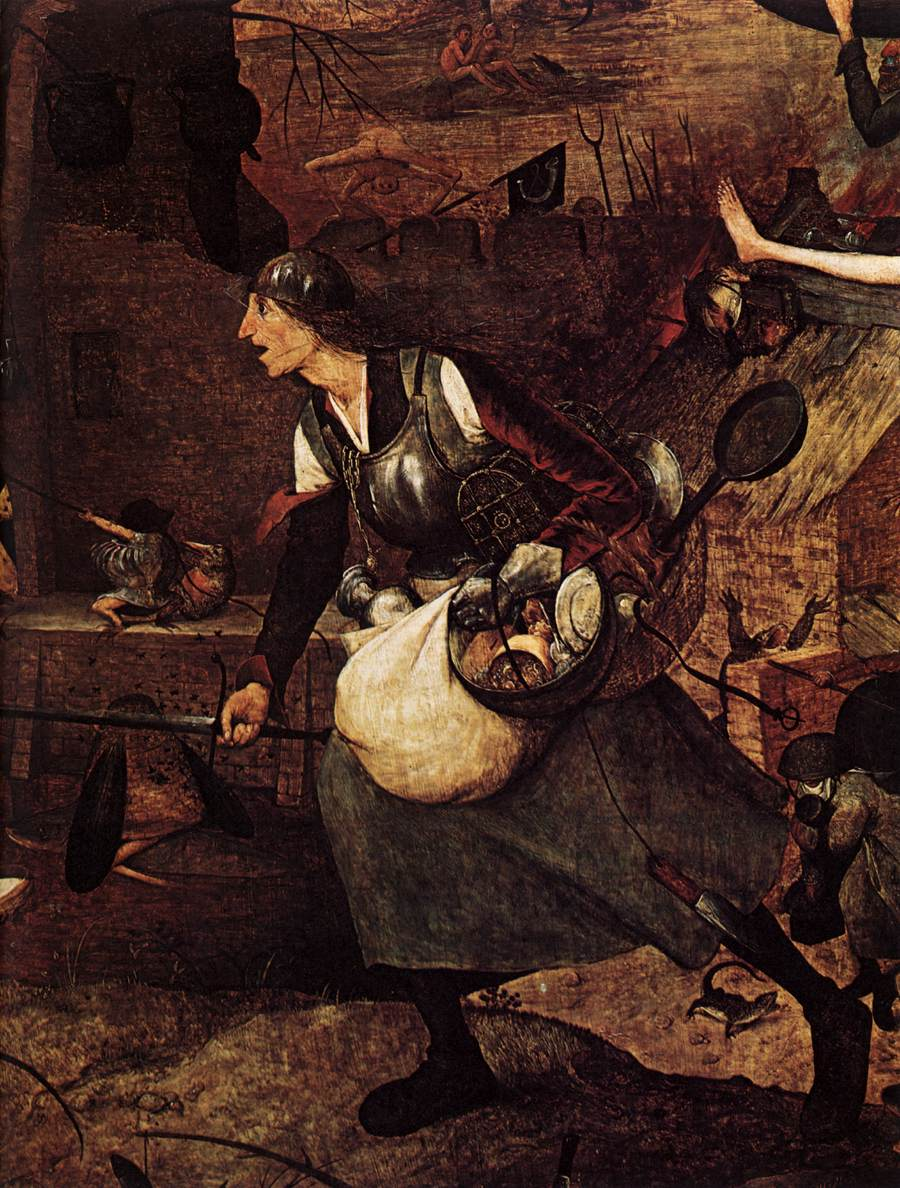
Margherita la pazza
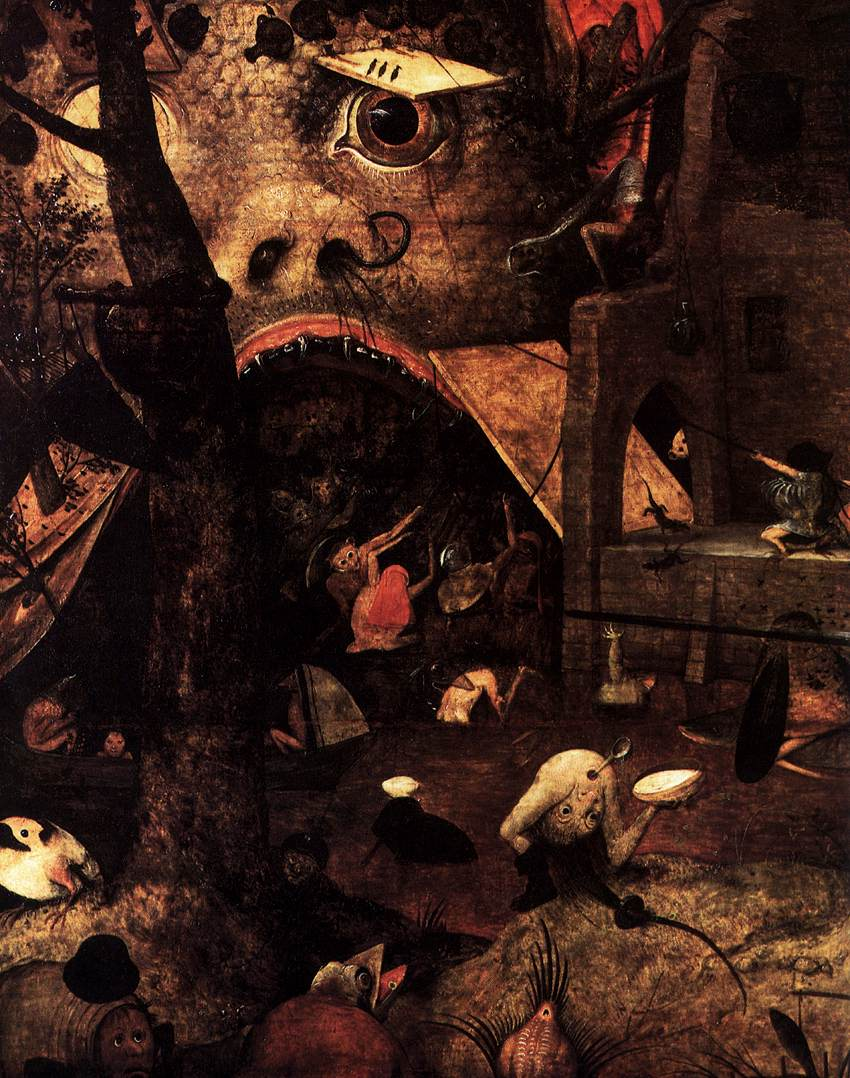
La bocca antropomorfa dell'Inferno